# Vieuphoria
Vieuphoria — видео американской альтернативной рок-группы The Smashing Pumpkins, первоначально выпущенное на VHS 4 октября 1994 года и DVD 26 ноября 2002 года.
Видео состоит из различных выступлений The Smashing Pumpkins, главным образом c тура в поддержку альбома Siamese Dream.
Саундтрек к фильму, Earphoria, был выпущен как промоCD в 1994 году и официально в 2002 году.

## Список композиций
| №   | Название                                                    | Длительность |
| --- | ----------------------------------------------------------- | ------------ |
| 1.  | «Quiet» (1993 год — Атланта)                                |              |
| 2.  | «Disarm» (live on English TV, 1993)                         |              |
| 3.  | «Cherub Rock (Acoustic)» (live on MTV Europe, 1993)         |              |
| 4.  | «Today» (1993 год — Чикаго)                                 |              |
| 5.  | «I Am One» (1993 год — Барселона)                           |              |
| 6.  | «Soma» (1994 год — Лондон)                                  |              |
| 7.  | «Slunk» (live on Japanese TV, 1992)                         |              |
| 8.  | «Geek U.S.A.» (live on German TV, 1993)                     |              |
| 9.  | «Mayonaise» (акустическая– на всех выступлениях, 1988-1994) |              |
| 10. | «Silverfuck» (1994 год — Лондон)                            |              |

DVD также включает полное интервью с Мэнни Чевролетом и The Lost '94 Tapes, которые были найдены Билли Корганом незадолго до выпуска DVD. Выступления:
1. «Quiet»
2. «Snail»
3. «Siva»
4. «I Am One»
5. «Geek U.S.A.»
6. «Soma»
7. «Hummer»
8. «Porcelina»
9. «Silverfuck»

## Участники записи
The Smashing Pumpkins
- Джимми Чемберлин — ударные
- Билли Корган — вокал, гитара
- Джеймс Иха — гитара, вокал
- Д’арси Рецки — бас-гитара, вокал, ударные в «Mayonaise»

Дополнительные музыканты
- Эрик Ремшнайдер — электрическая виолончель в «Soma», «Hummer», and «Porcelina»

Продюсирование
- Моди — режиссура